# 秋鴻
《秋鴻》是一首古琴曲，最見於明代的《神奇秘譜》，為〈廣陵散〉之外段數最多的琴曲。

## 歷史
最早的版本出自於《神奇秘譜》，收錄於「霞外神品」一節，為該譜六十四曲中的最後一曲。全曲共三十六段。在歷代琴譜中至少有二十九部收錄。作者有郭楚望和朱權二說。

## 題解
《神奇秘譜》：「臞仙曰，琴操之大者，自廣陵散而下，亦稱此曲為大。蓋取諸髙遠遐放之意，遊心於太虛， 故志在霄漢也。是以達人髙士，懷不世之才，抱異世之學，與時不合，知道之不行，而謂道之將廢，乃慷慨以自傷，欲避地幽隱，恥混於流俗。乃取喩於秋鴻，凌空明，幹靑霄，擴乎四海，放乎江湖，潔身於天壤，乃作是操焉。故為之賦曰，有鳥之能賔秋兮，知其時而南翔。決雲漢以上徵兮，聲嘹唳以渡江。避祝融之方北徙兮，儵木落而驚霜。乃引羣以入塞兮，徒區區於稻粱。何關河之雲遠兮，而不忘乎故鄕。亙萬里之匪遙兮，獨不過乎衡陽。信不失於山川兮，義不背乎他邦。禮有倫而自列兮，奚有序而有行。健翮舉矣，秋空是將。下歷江漢，上摩彼蒼。向空明之一碧，杳衝破於蒼茫。或稽棲於南浦，或遠落於瀟湘。或入雲以避影，或銜蘆以自匡。志不侔乎燕雀，仁可類乎鵉凰。眼何空於四海，量何大於八荒。矧取喩於髙士，善出處其行藏。慨高翔以遠引，恥趨赴於炎涼。嗟世途之擾擾，豈混俗乎庸常。因重其志之高遠，乃作是操以頡頏，故制之於徽軫，養吾以浩然之耿光。或問製作者其誰，苟非老於琴苑，孰能為之揄揚，乃西江之老懶，誠天胄之詩狂。羌扶醉以寫興，故罄欬於是章。」
《五知齋琴譜》：「臞仙所作也。蓋喻其高遠之志，欲起於凌雲霄漢，身繫四海之間，寄傲於天地之外，胸襟寬闊，有鵬飛萬里之思。」

## 各段標題
《神奇秘譜》：

一、凌雲渡江；

二、知時賓秋；

三、月明依渚；

四、呼羣相聚；

五、呼蘆而宿；

六、知時悲秋；

七、平沙晚聚；

八、南思洞庭水；

九、北望雁門關；

十、蘆花夜月；

十一、顧影相吊；

十二、衝入秋暝；

十三、風急雁行斜；

十四、寫破秋空；

十五、遠落平沙；

十六、驚霜叫月；

十七、延頸相聚；

十八、知時報更；

十九、爭蘆相咄；

二十、羣飛出渚；

二十一、排雲出塞；

二十二、一舉萬里；

二十三、列序橫空；

二十四、銜蘆避戈；

二十五、盤聚相依；

二十六、情同友愛；

二十七、雲中孤影；

二十八、問訊衡陽；

二十九、萬里傳書；

三十、入雲避影；

三十一、列陣驚寒；

三十二、至南懷北；

三十三、引陣衝雲；

三十四、知秋入塞；

三十五、天衢遠舉；

三十六、聲斷楚雲。

## 演奏版本
- 吳文光依《神奇秘譜》打譜並演奏。[5][6][7]
- 管平湖、楊葆元等人依《琴學叢書》（收錄《五知齋琴譜》本）彈奏。[8]